# Променено ниво на съзнание
Променено ниво на съзнание е термин в медицината, който се отнася до състоянието на възприятията от съзнанието при здрави индивиди или при пациенти.

## Нива на съзнание
| Ниво         | Накратко | Описание |
| ------------ | --- | --- |
| Метасъзнание | Необикновено (свръхсъзнание) | Хора, които имат способността да наблюдават и контролират техния собствен когнитивен процес в допълнение на това, че отговарят на всички критерии зо нормално ниво на съзнание. В областта на когнитивната невронаука, обикновено метакогнитивното наблюдение и контрол могат да бъдат разглеждани като функции на префронталния кортекс, който получава сигнали от различни кортикални региони и прилага контрол чрез повтарящи се цикли, които са установени, чрез утилизиране на подлежащи механизми на невропластичност . |
| Съзнание     | Нормално | Хора, които могат правилно и незабавно да кажат своето име, положение и дата, и време, и имат ориентация за място, време или „будни и ориентирани“ . Нормално ниво на сън е при което някой бива лесно събуден, което се смята за нормално ниво на съзнание . „Замъглено съзнание“ е термин за слаба промяна на съзнанието в промяна на вниманието или будността . |
| Объркано     | Дезориентираност, понижена способност за мислене, съждение както и реакции, и се смятат за невъзприемчиви или объркани . Обърканият човек може да изглежда озадачен, да бъде дезориентиран и с трудност да следва инструкции . Този човек може да има бавно мислене и възможна частична загуба. Това може да се дължи на лишаване от / загуба на сън(я), недохранване, алергии, замърсяване на средата, лекарства или наркотици (предписани или без рецепта) или инфекция. | |
| В делириум   | Дезориентираност; неспокойствие, халюцинации, понякога делюзии | Индивидът може да бъде нервен, неспокоен, тревожен, възбуден, с видим дефицит на внимание . |
| Сънливост    | Сънливо | Сънливост – некохерентно мънкане и дезорганизирани движения . |
| Обнулирано   | Намалена будност; по-бавни психомотрни реакции | В обнубилация индивидът има понижен интерес към обкръжението, по-бавни реакции и сънливост . |
| Ступор       | Подобно на сън съзнание (не е безсъзнателно); малко или никаква спонтанна активност | Хора с още по-понижено ниво на съзнание, ступор, отгаварят само с израз на лицето или гримаси като се оттеглят от всякакви болезнени стимули . |
| Коматоза     | Няма възбудимoст, няма реакция към стимули | При коматозни пациенти няма реакция към стимули, няма рефлекс на роговоцита или фарингеален рефлекс и нямат рефлекс на зеницата към светлина . |